# Giulio Cacciandra
Giulio Cacciandra (Alessandria, 15 de juliol de 1884 - Alessandria, 28 de gener de 1970) va ser un genet italià que va competir a començaments del segle xx. Als Jocs Olímpics d'Estiu de 1920 d'Anvers va disputar tres proves del programa d'hípica. En la prova del concurs complet per equips, amb el cavall Facetto, guanyà la medalla de plata, mentre en la del salts d'obstacles per equips, amb el cavall Fortunello, guanyà la de bronze. En la prova del concurs complet individual, amb el cavall Otello, fou catorzè.